# Senago
Senago est une commune italienne de la ville métropolitaine de Milan, dans la région de la Lombardie.

## Administration
| Période                                  | Période | Identité      | Étiquette      | Qualité |
| ---------------------------------------- | ------- | ------------- | -------------- | ------- |
| 2017                                     |         | Magda Beretta | Lega Nord (LN) |         |
| Les données manquantes sont à compléter. |         |               |                |         |

### Communes limitrophes
Limbiate, Cesate, Paderno Dugnano, Garbagnate Milanese, Bollate.